# Мамри
Мамри (на полски: Mamry; на немски: Mauersee, на пруски: Maurow) е второто по големина езеро в Полша. Намира се във Варминско-Мазурското войводство и е част от Мазурските езера. Езерото има територия 104,4-105 km² и се намира на 116,2 m н.в. Максималната му дълбочина е 44 m, а средната му дълбочина е 11 m, дължината му е 21 km.
Състои се от шест свързани помежду си езерни басейна: действителното Мамри (Мауерзе от maurai: „водна леща, трева“) на север, наричано и Северни (Северно Мамри), Кирсайти (Кирсайтензе), Кисайно (Кисайнзе от kisis: „ропец“), Даргин (Даргейнзе от dergia: „бурен“), Швиецайти (Швенцайтзе от swints: „свято“) и Добскье (Добензе от daubis: „пролом, пещера“); връзката с Добския басейн се нарича Лабап (Лабабзе of labape: „малка река“), а връзката между Северното Мамри и Швиецайти се нарича езеро Бодма. Тази система се състои от 33 острова с обща площ от 213 ha. Най-големият от островите се нарича Виспа Дужи остров в езерото Кисайно и е с площ 70,66 ha. В южния край на Кисайно се намира град Гижицко (Льотцен); други градове наблизо са Венгожево (Ангербург) и Кентшин (Растенбург). От езерото Мамри изтича реката Вегорапа (Анграпа, дясна съставяща на Преголя).